# Rhacophorus catamitus
Espèce
Statut de conservation UICN

 LC  : Préoccupation mineure
Rhacophorus catamitus est une espèce d'amphibiens de la famille des Rhacophoridae.

## Répartition
Cette espèce est endémique de Sumatra en Indonésie. Elle se rencontre entre 600 et 1 630 m d'altitude dans la chaîne des Bukit Barisan,.

## Publication originale
- Harvey, Pemberton & Smith, 2002 : New and Poorly Known Parachuting Frogs (Rhacophoridae: Rhacophorus) from Sumatra and Java. Herpetological Monographs, vol. 16, p. 46–92.